# 曹得
曹得（1401年—？），字希賢，浙江紹興府蕭山縣人，民籍。明朝政治人物。進士出身。

## 生平
浙江鄉試第三十二名。正統十年（1445年）乙丑科會試第一百四十六名，殿試登進士第三甲第七十一名。

## 家族
曾祖曹壽。祖父曹亨。父亲曹佛。